# Église Saint-Léger de Montcresson
Pour les articles homonymes, voir Église Saint-Léger.
L'église Saint-Léger est une église catholique située à Montcresson dans le Loiret, en France.

## Localisation
L'église située dans la rue principale (Rue de Verdun).

## Historique
L'édifice est classé au titre des monuments historiques en 1909.
En 2000, la façade lumineuse de Noël s’écrase sur la vitrine du café-restaurant situé en face. Depuis l'accident, aucune décoration lumineuse aussi imposante n'est posée sur la façade de l'église.
L'église a été rénovée[Quand ?] par la pose de nouveaux vitraux. 

## Détails de l'église

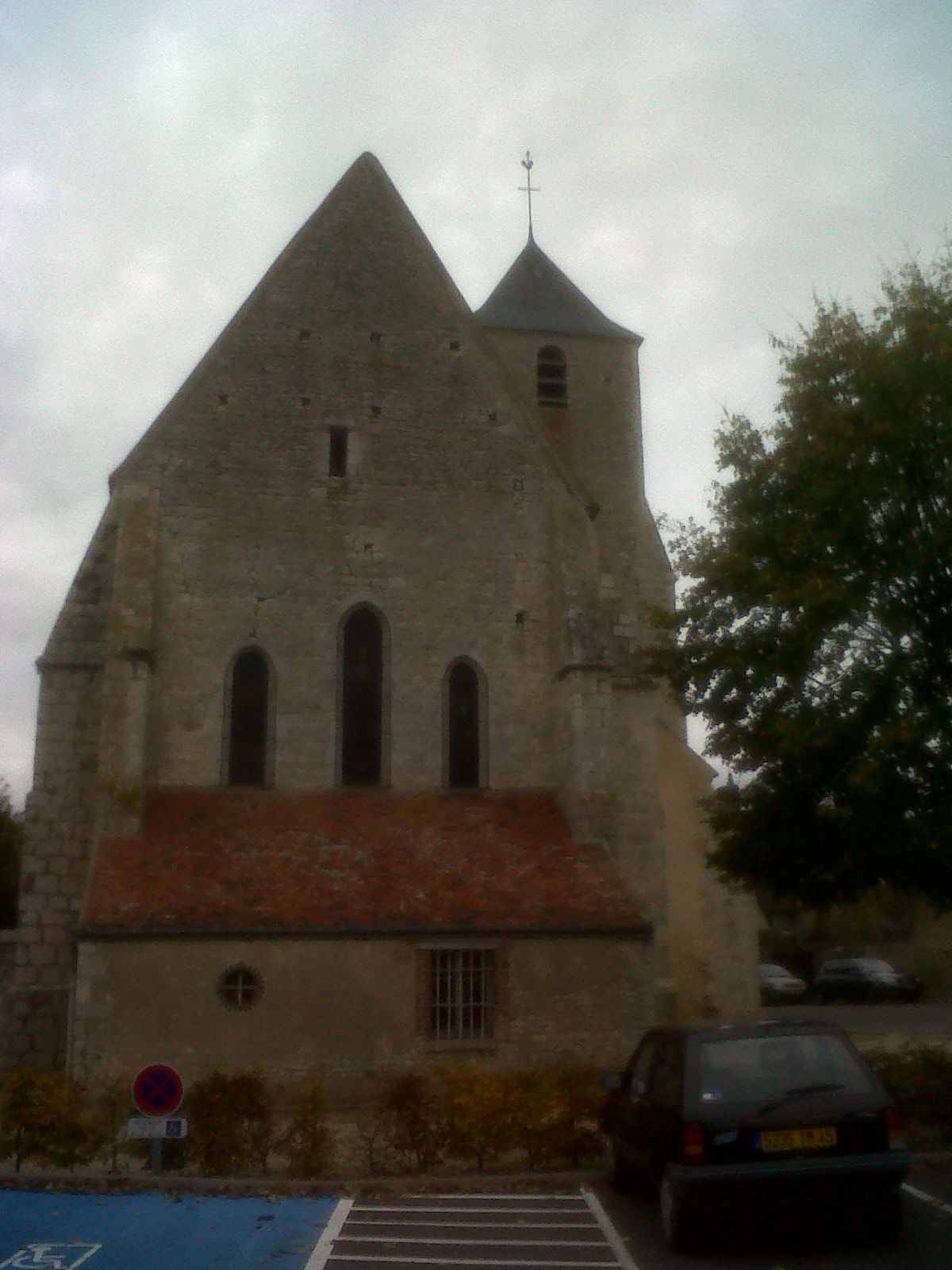
Vue de derrière

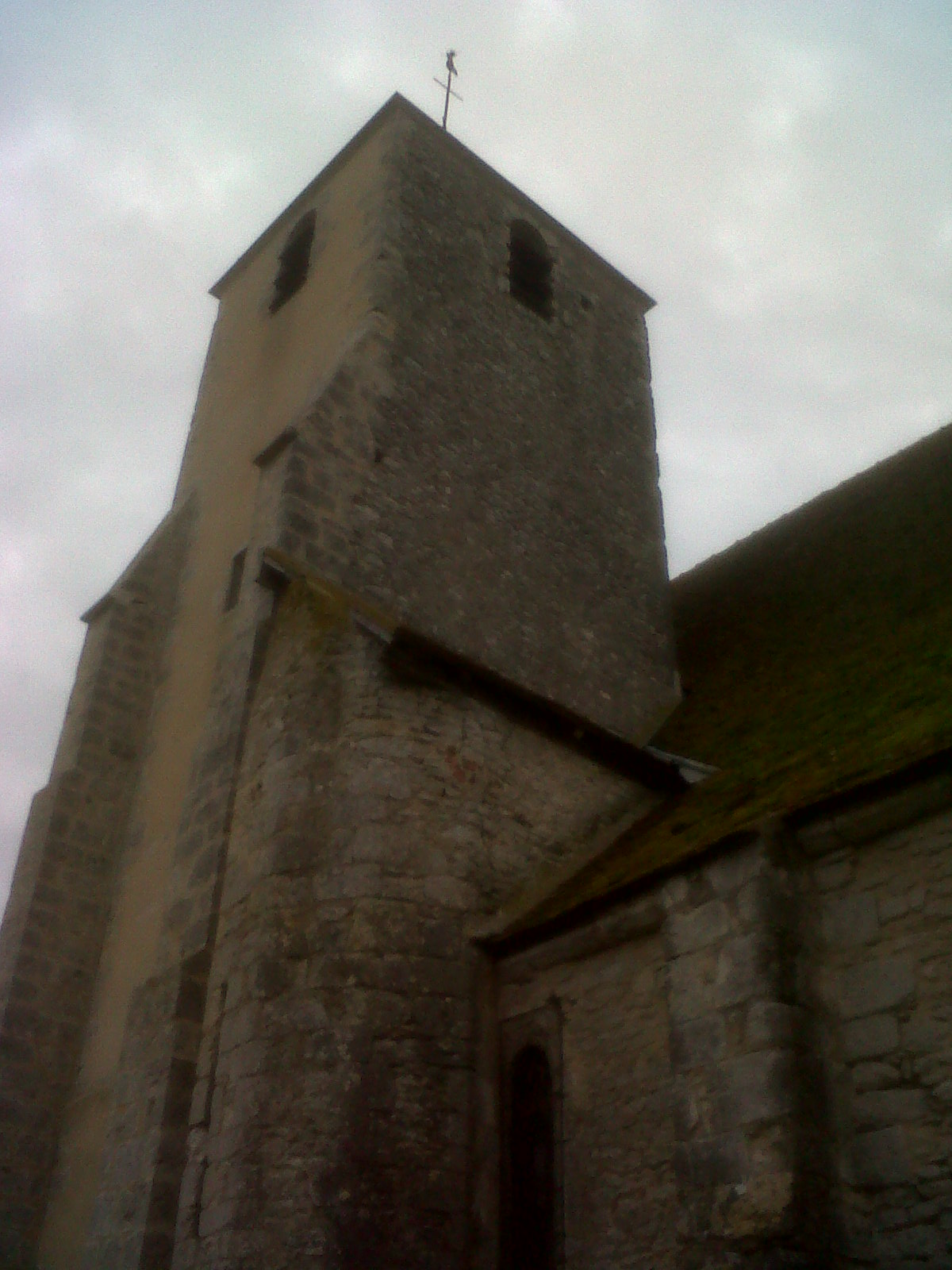
Tour principale

## Pour approfondir